# Dorothy Parker
Dorothy Parker (Long Branch, Nova Jersey, 22 d'agost de 1893-Nova York, 7 de juny de 1967) fou una contista, autora dramàtica, crítica, humorista, guionista i poeta estatunidenca, molt coneguda pel seu càustic enginy, el seu sarcasme i la seua esmolada ploma a l'hora de captar el costat fosc de la vida urbana en el segle xx.

## Joventut
També coneguda com a "Dot" o "Dottie", el seu nom real era Dorothy Rothschild. La casualitat va voler que nasquera en un dia en què la família gaudia de les seues vacances a New Jersey, però ella es considerava novaiorquesa de soca-rel. Va créixer en l'Upper West Side, assistí al Blessed Sacrament Convent School, tot i que son pare era jueu i la seua madrastra protestant. La seua educació formal va acabar en complir els 13 anys.

### Primers treballs
L'any 1913 havia perdut tota la seua família i a partir de llavors va haver de guanyar-se la vida tocant el piano en una escola de ball, entre altres treballs. Va aconseguir vendre un poema a la revista Vanity Fair el 1914. Un any més tard va ser contractada com a assistent editorial per Vogue.
Es va casar amb el broker de Wall Street Edwin Pond Parker II, però es van separar en començar la Primera Guerra Mundial. Ella va continuar treballant per a ambdues revistes.
L'escriptora tenia sentiments ambigus respecte a la seua condició jueva i solia bromejar assegurant que s'havia casat només per canviar de cognom.

## Consagració enThe New Yorker
La seua carrera va enlairar-se definitivament l'any 1919 fent crítica teatral per a Vanity Fair. Va ser despatxada, això no obstant, l'any 1920, i va començar a treballar com a escriptora independent. Una vegada separada del seu marit, va tenir diverses aventures amb altres homes. En fundar-se el periòdic The New Yorker, el 1925, va formar-ne part de la plantilla. En aquesta època escrivia poesia humorística, tot i que posteriorment rebutjaria aquesta faceta.

### Contes i poesia
Els següents 15 anys van ser els més productius. Va publicar set volums de contes i poesia. La crítica va afirmar que suposaren una "biografia encapsulada".
La part més important de l'obra de Parker, la constitueixen els seus contes. Tot i que sovint presenten una cara irònica, són sobris i punxants, i posseeixen un fons més agredolç que còmic. Les seues amistats hi trobaven alhora una font de goig i de tristesa.
El seu relat més conegut va aparèixer en Bookman Magazine sota el títol Big Blonde (La gran rossa). Va ser guardonat amb el prestigiós Premi O. Henry com el conte més excel·lent de 1929. Aquest relat, entre altres obres mestres del gènere, seria seleccionat per August Monterroso per a la seua cèlebre Antologia del conte trist.

### Matrimoni i intents de suïcidi
Dorothy Parker va intentar suïcidar-se almenys en dues ocasions.
Va contraure matrimoni amb l'actor Alan Campbell l'any 1934. El matrimoni es va traslladar a Hollywood on Parker va escriure el guió de la pel·lícula de William A. Wellman A Star Is Born (Ha nascut una estrella, 1937).

## Activitat política
Durant els anys 30 l'autora, de tendència política esquerrana, va desenvolupar una gran activitat política: ajudà a fundar l'Antinazi League a Hollywood. Va ser investigada per l'FBI com a sospitosa de pertànyer al Partit Comunista dels Estats Units, per la qual cosa va arribar a aparèixer en la llista negra de Hollywood.
De 1957 a 1962 va escriure en Esquire magazine, encara que de manera una mica erràtica, a causa dels seus problemes amb l'alcohol.

## Mort
Va morir d'un atac cardíac l'any 1967, als 73 anys, a Nova York. Les seues cendres reposen en la NAACP (Associació Nacional per al Desenvolupament de les Persones d'Ètnia Negra), sota l'epitafi: "Excuse My Dust" ("Perdonin per la pols").
L'any 2003 es va editar en català, per Edicions dels Quaderns Crema, la seua obra narrativa completa en català.

## Obra
- Enough Rope (1926)
- Sunset Gun (1927)
- Close Harmony (1929) (teatre)
- Laments for the Living (1930)
- Death and Taxes (1931)
- After Such Pleasures (1933)
- Collected Poems: Not Sota Deep As a Well (1936)
- Here Lies (1939)
- The Portable Dorothy Parker (1944)
- The Ladies of the Corridor (1953) (teatre)
- Constant Reader (1970)
- A Month of Saturdays (1971)
- Not Much Fun: The Lost Poems of Dorothy Parker (1996)

### Obra publicada en catalàː[2]
- La solitud de les parelles (1995)
- Cor de crema (1995)
- Narracions completes (2003)